# 兴平镇 (尉犁县)
兴平乡，是中华人民共和国新疆维吾尔自治区巴音郭楞蒙古自治州尉犁县下辖的一个乡镇级行政单位。

## 行政区划
兴平乡下辖以下地区：
达西村、昆其村、喀拉洪村、园艺村、通其克村、巴西阿瓦提村、向阳村和孔雀村。